# Bogusław Adamowicz (sportowiec)
Bogusław Adamowicz (ur. 27 listopada 1943 w Rzeszowie, zm. 12 września 1993 tamże) – polski piłkarz, trener i działacz piłkarski.

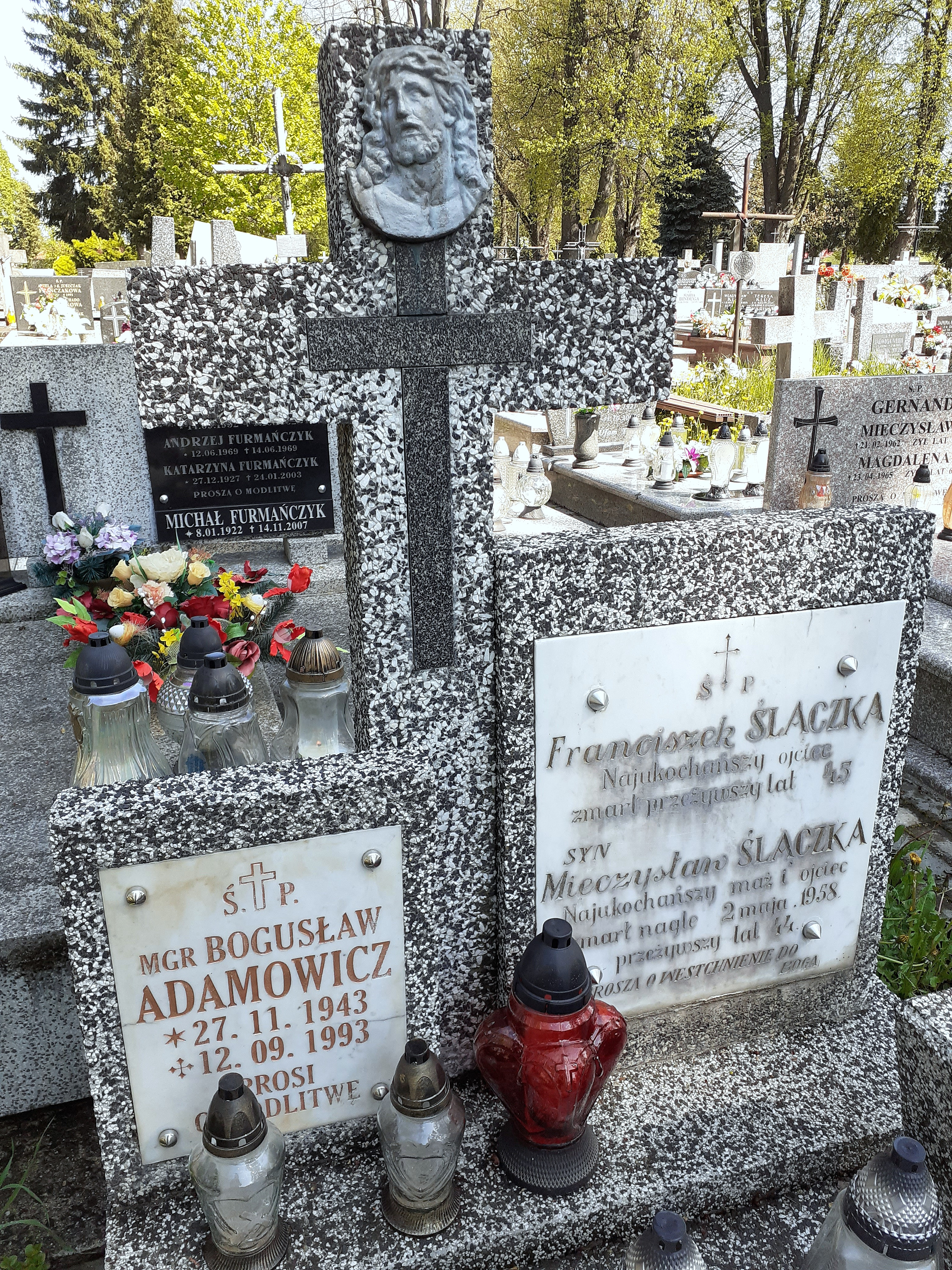
Nagrobek Bogusława Adamowicza

## Życiorys
Urodził się 27 listopada 1943. Jako piłkarz był wychowankiem Stali Rzeszów, w barwach której przez wiele lat grał na pozycji obrońcy. U kresu kariery piłkarskiej podjął studia na AWF w Warszawie. Po ukończeniu studiów pracował jako trener. Od maja do czerwca 1977 był szkoleniowcem rzeszowskiej Stali. Od 1990 do 1992 był prezesem zarząd ZKS Stal Rzeszów. W ostatnich latach pracował w WSK PZL Rzeszów, a równolegle udzielał się jako trener drużyny LKS Ceramik Przybyszówka. W drugiej części sezonu 1985/1986 prowadził Izolator Boguchwała. Zmarł nagle 12 września 1993 na atak serca po wygranym meczu swojego zespołu z Grodziszczanką 4:0 w lidze okręgowej rzeszowskiej. Został pochowany na cmentarzu Pobitno w Rzeszowie 13 września 1993. Był żonaty z Lidią, miał córkę.